# 深江卓次
深江 卓次（ふかえ たくじ、1967年12月2日 - ）は、日本の俳優。父は深江章喜。

## 略歴
テレビドラマ『はぐれ刑事純情派』の新人オーディションにて最終選考を通過、新配属の刑事・三田謙一郎役で正式デビューした。
2013年3月、新規の芸能事務所「ブライエンターテイメンツ」に移籍し再スタートする。

## 出演

### テレビドラマ
NHK総合
- 秀吉（毛利新助）

日本テレビ系
- 刑事貴族2 第38話「愛ゆえに」（1992年3月6日）
- 麻酔(1994年1月 - 3月、よみうりテレビ)
- 七曲署捜査一係'99（1999年11月26日）

TBS系
- 刑事・野呂盆六「殺意のマリア」（1994年）
- 3年B組金八先生第5シリーズ〜第7シリーズ（1999年 - 2005年） - 小田切誠
- ブラック・ジャック2（2000年9月） - 伊吹祐一
- 太陽の季節（2002年） - 橘医師
- 明智小五郎対怪人二十面相(2002年8月27日)
- おとうさん(2002年10月 - 12月)
- 渡る世間は鬼ばかり（2006年 - ）- 浅田和久

フジテレビ系
- 上を向いて歩こう!(1994年4月 - 6月)
- 銭形平次 第5シリーズ 第1話「消えた弁財天」（1995年） - 友吉
- おふくろに万歳

テレビ朝日系
- はぐれ刑事純情派 第3シリーズ〜第4シリーズ（1990年 - 1991年） - 三田謙一郎刑事、第11シリーズ（1998年）（ゲスト出演）
- 暴れん坊将軍IV
  - 第41話「土くれ愛妻武士道」（1992年） - 的場弥一郎
  - 第72話「お見事、上様の恋指南!」（1992年） - 青江又三郎
- 暴れん坊将軍V 第27話「天下御免の偽十手」（1993年） - 仙太
- 暴れん坊将軍VI
  - 第16話「俺は天下の偽将軍」（1995年） - 平吉
  - 第44話「大江戸あばれ主従」（1995年） - 沢井幸次郎
- 新・三匹が斬る! 第7話「座敷童子、見たか聞いたか百万両」（1992年、ANB / 東映） - 多吉
- 新・三匹が斬る! 第22話「さらば三匹、死出の旅への王手飛車」（1993年） - 生駒十三郎
- 生命燃ゆ　（1992年）
- 愛しの刑事　第17話（1993年） - 三上敦史
- 四匹の用心棒 (5) かかし半兵衛無頼旅（1993年、テレビ朝日 / 東映） - 虎吉
- 殿さま風来坊隠れ旅 第21話「次期将軍は誰!? 御三家女の乱」（1994年） - 徳川治保
- 新選組血風録（1998年10月 - 12月） - 斎藤一
- 熱血!周作がゆく 第3話「復讐の花嫁幽霊!」（2000年） - 政吉
- 京都－札幌雪まつり連続殺人（2002年） - 柳沢高志
- アタックNo.1（2005年4月 - 6月） - 松本悟志

テレビ東京系
- 付き馬屋おえん事件帳 第2シリーズ 第7話「おいらん地獄」（1993年） - 清太郎
- 秘書のカガミ 第5話（2008年5月9日） - 田中弁護士

### CM
- 日本興亜損保（渡哲也・舘ひろし・神田正輝とともに）

### 映画
- 大失恋。
- 誘拐
- 免許がない!
- メッセンジャー